# アフロベナトル
アフロベナトル（Afrovenator）とは、ニジェールで発見されたジュラ紀中期（かつては白亜紀前期とされていた）の獣脚類メガロサウルス科の恐竜である。全長は約7.5メートルで肉食。名前の意味は、「アフリカの狩人」。
1993年に発見された１体の骨格のみにより知られる。骨格はジュラ紀後期のアロサウルスと似ているが、つくりは全体的にきゃしゃである。
頭骨はアロサウルスに比べて上下に低く、前後に長い。また眼の上の隆起がごく小さい点、吻部が狭い点なども異なる。歯はアロサウルスより薄く、更に鋭利なナイフ状をしており、柔らかい肉を切り取るのに優れていると思われる。
前肢はアロサウルス同様に頑丈で、手に3本の指を持つ点も共通している。後肢も頑丈ではあるが、頸骨が大腿骨より短い。この特徴は「アフリカの狩人」の名の割りに、この動物があまり速く走れなかったことを示している。